# Escadrille 1
L'escadrille 1 est une unité de l'aéronautique militaire française pendant la Première Guerre mondiale. Elle change plusieurs fois de nom au cours du conflit pour devenir successivement l'escadrille HF 1, MF 1, F 1, AR 1 et SAL 1.

## Historique
L'escadrille 1 est mise sur pied au camp de Châlons au début de l'année 1912. Elle porte alors le nom d'escadrille HF car elle est équipée d'avions Henri-Farman. Lorsque la Première Guerre mondiale éclate, elle est basée sur l'aérodrome de Toul-Croix de Metz (en) et est rattachée le 2 août 1914 à la 2e armée (créée le même jour et placée sous le commandement du général Édouard de Castelnau). Elle sert à des missions de reconnaissance et de réglage d'artillerie. Au début du conflit, l'escadrille est équipée d'avions Farman HF.20, qui ne seront remplacés par des Farman MF.11 qu'en février 1915. Au même moment, l'escadrille est rattachée au 33e corps d'armée du général Pétain, toujours pour y mener des missions de reconnaissance et d'observation d'artillerie,. Elle est notamment engagée dans la bataille de l'Artois entre février et mai 1915. Le 31 mars 1915, elle devient la première escadrille de l'aéronautique militaire à être citée à l'ordre de l'armée.

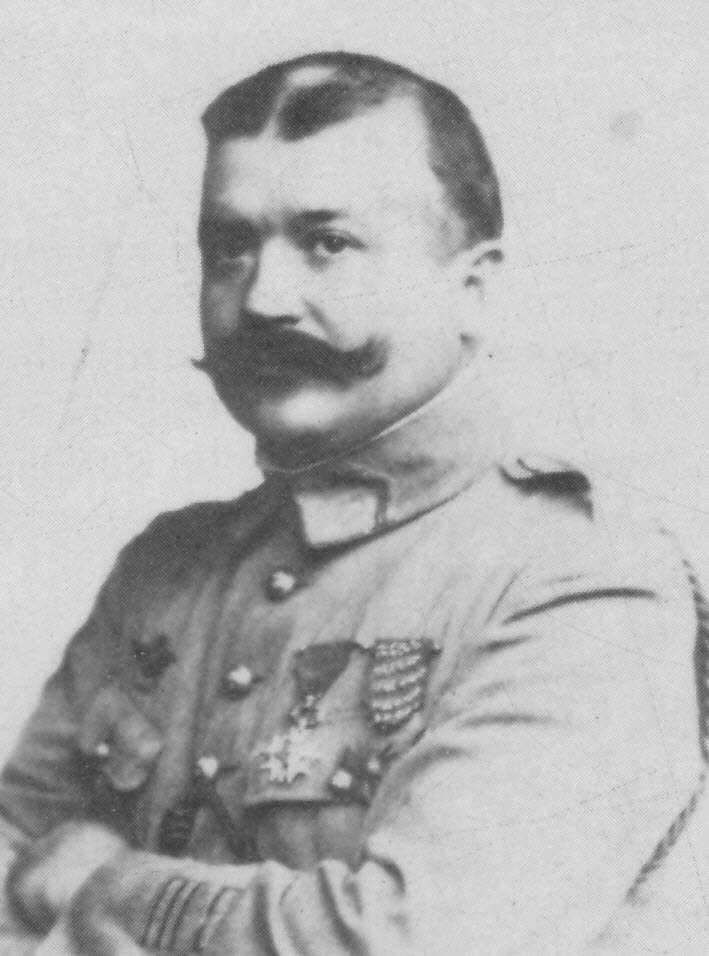
Camille Fuzier, commandant de l'escadrille 1 entre 1914 et 1916.

L'escadrille 1 reste rattachée au 33e corps d'armée pour tout le reste de la guerre et participe donc à toutes les batailles dans lesquelles il est impliqué : 2e et 3e bataille d’Artois, bataille de Verdun, bataille de la Somme, bataille du Chemin des Dames. L'escadrille est particulièrement impliquée dans les deux grandes batailles de l'année 1916, que sont la Somme et surtout Verdun. Les actions de ses pilotes lors de cette dernière bataille vaudront à l'escadrille de recevoir la croix de guerre.  
L'escadrille 1 prend ensuite part aux batailles des monts de Champagne et du Chemin des Dames, du 17 avril au 20 mai 1917. Au Chemin des Dames, elle subit ses premières pertes au combat avec la mort de l'adjudant-pilote Maurice Badaire et du lieutenant-observateur Maurice Blanchy. Auparavant, les morts de l'unité ont toujours été causées par des accidents. Toujours en avril 1917, l'escadrille passe aux Dorand AR.1 et devient donc officiellement l'escadrille AR 1. Peu de temps auparavant, en février 1917, l'escadrille est renforcée par l'arrivée du détachement de chasse 508, une unité de protection composée de quatre chasseurs. Elle reste dans le secteur du Chemin des Dames jusqu'à la fin de l'été 1917. 
Le 19 janvier 1918, un nouveau membre de l'escadrille est tué au combat : le maréchal des logis Henri Burlet est tué par la DCA allemande,. Le 25 janvier 1918, la troisième victoire homologuée de l'escadrille est remportée par le lieutenant Joanny Berlioz et son observateur, le sous-lieutenant Marcel Gaudy contre un Albatros D.III allemand. Le même jour, un équipage composé du sous-lieutenant Auguste Jacob et de l'adjudant Jean Jacob est porté disparu. Le 27 février 1918, l'escadrille change à nouveau de nom pour devenir l'escadrille SAL 1 après avoir reçu ses nouveaux appareils : des Salmson 2A2. 

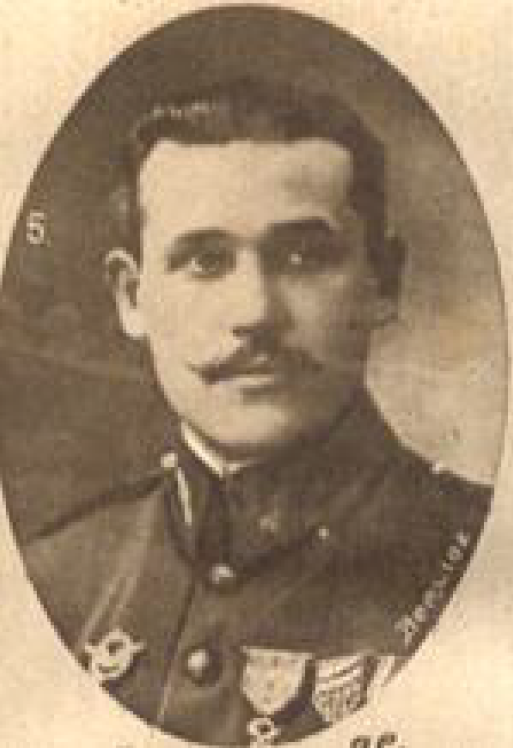
Joanny Berlioz, commandant de l'escadrille 1 entre septembre 1917 et mars 1919

L'escadrille SAL 1 participe à de nombreux combats au cours de l'année 1918, notamment lors de la deuxième bataille de Picardie, au cours de laquelle son corps d'armée de rattachement doit repousser les attaques allemandes sur le Mont Renaud. Le 7 octobre, elle intègre avec son corps d'armée le groupement Claudel (nommé d'après son commandant, le général de division Henri Claudel), chargé d'épauler la 1re armée de l'American Expeditionary Force. Elle effectue donc des missions de surveillance dans le secteur de Saint-Mihiel. 
L'escadrille 1 se trouve près de Toul le 11 novembre 1918 lorsque l'armistice est signé,. Au cours de la guerre, elle aura reçu en tout quatre citations à l'ordre de l'armée, deux citations à l'ordre du corps d'armée, la médaille militaire et la croix de guerre 1914-1918. Ses pertes sur la durée du conflit s'élèvent à 8 tués et 17 blessés au cours de 8 000 heures de vols pour 3 victoires aériennes remportées au total. 
L'escadrille 1 est dissoute le 1er janvier 1920 et ses traditions sont reprises par la 5e escadrille du 4e régiment d'observation dans le cadre de la réorganisation de l'aéronautique militaire française.

## Symbolique

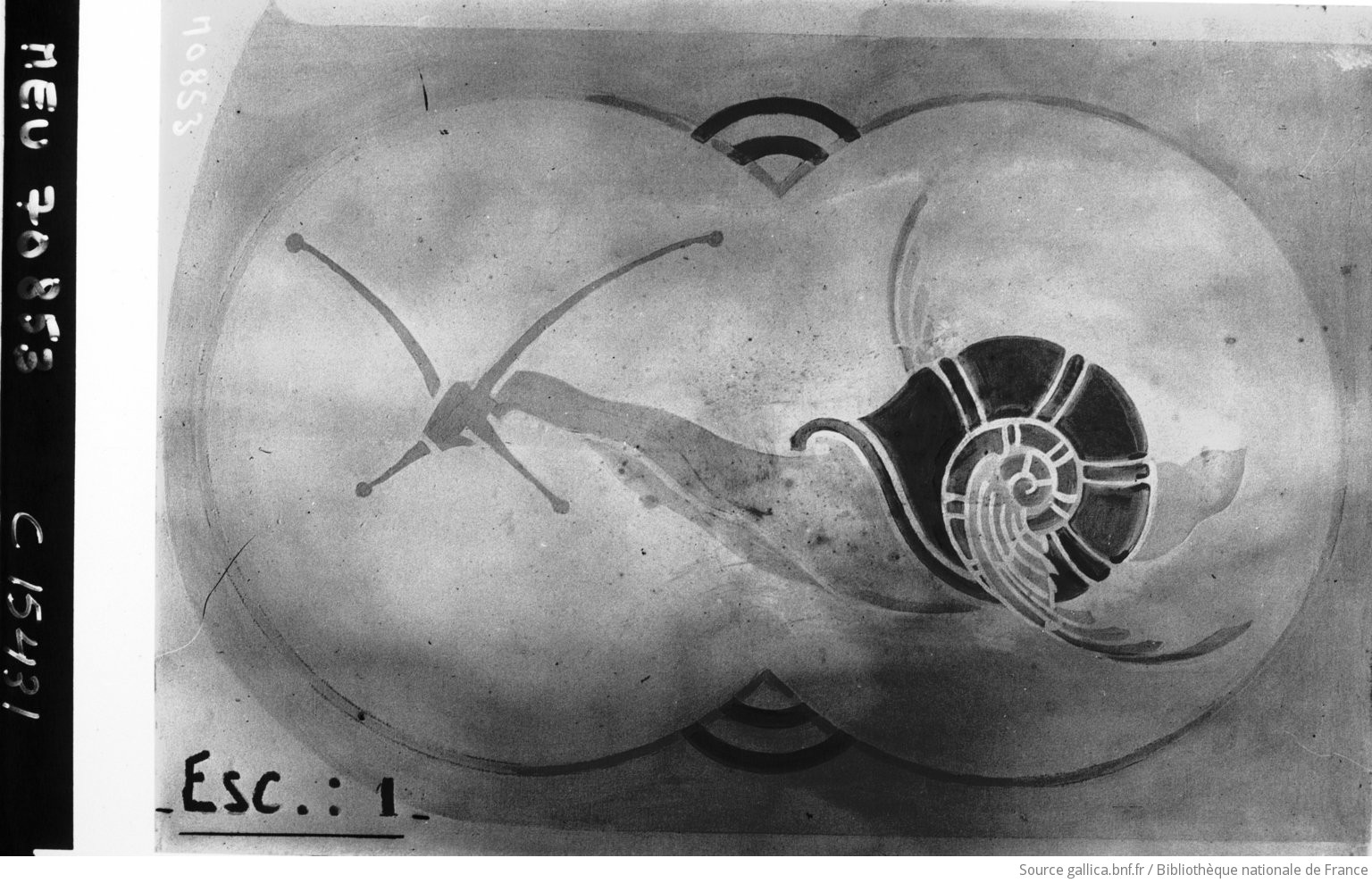
L'escargot ailé emblématique de l'escadrille 1 exposé au Trocadéro en 1919.

Lors de sa création, l'escadrille 1 se dote d'un insigne représentant le chiffre 1 dans un écusson ailé. Ce premier emblème est cependant remplacé en octobre 1915 par un escargot ailé dessiné par Henri Barot, dessinateur et interprétateur photographique dans l'unité, bijoutier dans le civil. Par cet emblème, Barot entend tourner en dérision la lenteur des avions Farman qui dotent l'escadrille à ce moment de la guerre. L'insigne est ensuite déclinée en plusieurs variantes en fonction des pilotes : il peut changer d'orientation, ses ailes et sa coquille peuvent changer de couleur, etc..

## Liste des commandants
- Capitaine Camille Fuzier : septembre 1914 - 1er mars 1916
- Capitaine Paul Routy : 1er mars 1916 - 1er juillet 1917
- Capitaine Henri de Corail : 1er juillet 1917 - 5 septembre 1917
- Capitaine Joanny Berlioz : 5 septembre 1917 - mars 1919
- Lieutenant Jean Woelflin : mars 1919 jusqu'à l'absorption au sein du 4e régiment d'observation

## Appareils utilisés
Pour remplir son rôle d'observation et de reconnaissance, l'escadrille 1 utilise au cours de son histoire les appareils suivants :
- Farman HF.20 (1912)
- Farman MF.11 (février 1915)
- Farman F.40 et F.42 (fin 1915)
- Avions Letord (1917)
- Dorand AR (avril 1917)
- Salmson 2A2 (22 février 1918)

L'équipement détaillé de l'escadrille est connu à certains moments précis de la Première Guerre mondiale grâce à l'étude de son carnet de comptabilité en campagne. Le 10 juin 1915, l'escadrille dispose dans son parc des Farman MF.11 identifiés par les numéros de série suivants : 321, 338, 440, 482, 633, 652, 665, 688, 695 et 705. Le 29 février 1916, elle dispose de 9 avions Maurice Farman (probablement tous des Farman F.40) : 7 dans la version dotée d'un moteur de 80 chevaux et 2 dans la version de 130 chevaux. En octobre 1917, la dotation est passée à 12 Dorant AR et 3 Letord. Le 22 octobre 1918, l'unité est finalement dotée de sept Salmson 2A2 : les numéros de série 293, 294, 295, 301, 302, 317 et 321.